# Pandusain
Pandusain (en népalais : पाण्डुसेन) est un comité de développement villageois du Népal situé dans le district de Bajura. Au recensement de 2011, il comptait 6 751 habitants.